# JTC-801
JTC-801 je opioidni analgetik koji se koristi u naučnim istraživanjima.
JTC-801 je selektivni antagonist nociceptinskog receptora. U hronološkom redu otkrića to je bio četvrti opioidni receptor. On je još uvek najmanje istražen. Nociceptinski receptor proizvodi kompleksne efekte koji učestvuju u mnogim procesima vezanim za bol i inflamaciju. Aktivacija ovog receptora može bilo da povisi ili umanji bol u zavisnosti od doze. Lekovi koji deluju na nociceptinski receptor mogu da imaju uticaj na dejstvo tradicionalnih analgetika kao što su inhibitori prostaglandinske sintetaze (NSAID), μ-opioidne agoniste, i kanabinoide.
JTC-801 je oralno aktivni lek koji blokira nociceptinski receptor i proizvodi analgetske efekte u nizu studija na životinjama. On je posebno koristan u kontroli neuropatskog bola i alodinije vezanih za ozlede nerva.

## Literatura
1. ↑  Shinkai, H; Ito, T; Iida, T; Kitao, Y; Yamada, H; Uchida, I (2000). „4-Aminoquinolines: novel nociceptin antagonists with analgesic activity”. Journal of medicinal chemistry. 43 (24): 4667—77. PMID 11101358.
2. ↑  Yamada, H; Nakamoto, H; Suzuki, Y; Ito, T; Aisaka, K (2002). „Pharmacological profiles of a novel opioid receptor-like1 (ORL(1)) receptor antagonist, JTC-801”. British journal of pharmacology. 135 (2): 323—32. PMC 1573142 . PMID 11815367. doi:10.1038/sj.bjp.0704478.
3. ↑  Sestili, I; Borioni, A; Mustazza, C; Rodomonte, A; Turchetto, L; Sbraccia, M; Riitano, D; Del Giudice, MR (2004). „A new synthetic approach of N-(4-amino-2-methylquinolin-6-yl)-2-(4-ethylphenoxymethyl)benzamide (JTC-801) and its analogues and their pharmacological evaluation as nociceptin receptor (NOP) antagonists”. European journal of medicinal chemistry. 39 (12): 1047—57. PMID 15571866. doi:10.1016/j.ejmech.2004.09.009.
4. ↑  Muratani, T; Minami, T; Enomoto, U; Sakai, M; Okuda-Ashitaka, E; Kiyokane, K; Mori, H; Ito, S (2002). „Characterization of nociceptin/orphanin FQ-induced pain responses by the novel receptor antagonist N-(4-amino-2-methylquinolin-6-yl)-2-(4-ethylphenoxymethyl) benzamide monohydrochloride”. The Journal of pharmacology and experimental therapeutics. 303 (1): 424—30. PMID 12235279. doi:10.1124/jpet.102.036095.
5. ↑  Okuda-Ashitaka, E; Minami, T; Matsumura, S; Takeshima, H; Reinscheid, RK; Civelli, O; Ito, S (2006). „The opioid peptide nociceptin/orphanin FQ mediates prostaglandin E2-induced allodynia, tactile pain associated with nerve injury”. The European journal of neuroscience. 23 (4): 995—1004. PMID 16519664. doi:10.1111/j.1460-9568.2006.04623.x.
6. ↑  Zaveri, N; Jiang, F; Olsen, C; Polgar, W; Toll, L (2005). „Small-molecule agonists and antagonists of the opioid receptor-like receptor (ORL1, NOP): ligand-based analysis of structural factors influencing intrinsic activity at NOP”. The AAPS journal. 7 (2): E345—52. PMC 2750971 . PMID 16353914. doi:10.1208/aapsj070234.
7. ↑  Rawls, SM; Schroeder, JA; Ding, Z; Rodriguez, T; Zaveri, N (2007). „NOP receptor antagonist, JTC-801, blocks cannabinoid-evoked hypothermia in rats”. Neuropeptides. 41 (4): 239—47. PMID 17512052. doi:10.1016/j.npep.2007.03.001.
8. ↑  Mabuchi, T; Matsumura, S; Okuda-Ashitaka, E; Kitano, T; Kojima, H; Nagano, T; Minami, T; Ito, S (2003). „Attenuation of neuropathic pain by the nociceptin/orphanin FQ antagonist JTC-801 is mediated by inhibition of nitric oxide production”. The European journal of neuroscience. 17 (7): 1384—92. PMID 12713641.
9. ↑  Suyama, H; Kawamoto, M; Gaus, S; Yuge, O (2003). „Effect of JTC-801 (nociceptin antagonist) on neuropathic pain in a rat model”. Neuroscience letters. 351 (3): 133—6. PMID 14623124.
10. ↑  Tamai, H; Sawamura, S; Takeda, K; Orii, R; Hanaoka, K (2005). „Anti-allodynic and anti-hyperalgesic effects of nociceptin receptor antagonist, JTC-801, in rats after spinal nerve injury and inflammation”. European journal of pharmacology. 510 (3): 223—8. PMID 15763246. doi:10.1016/j.ejphar.2005.01.033.

## Spoljašnje veze
|  | Molimo Vas, obratite pažnju na važno upozorenje u vezi sa temama iz oblasti medicine (zdravlja). |